# Friedrich Adolf von Heinze
Friedrich Adolf von Heinze (auch Friedrich Adolph von Heintze) (* 28. Mai 1768 in Lüneburg; † 19. Mai 1832 auf Gut Niendorf) war ein deutscher Mediziner und Maire von Lübeck.

## Leben

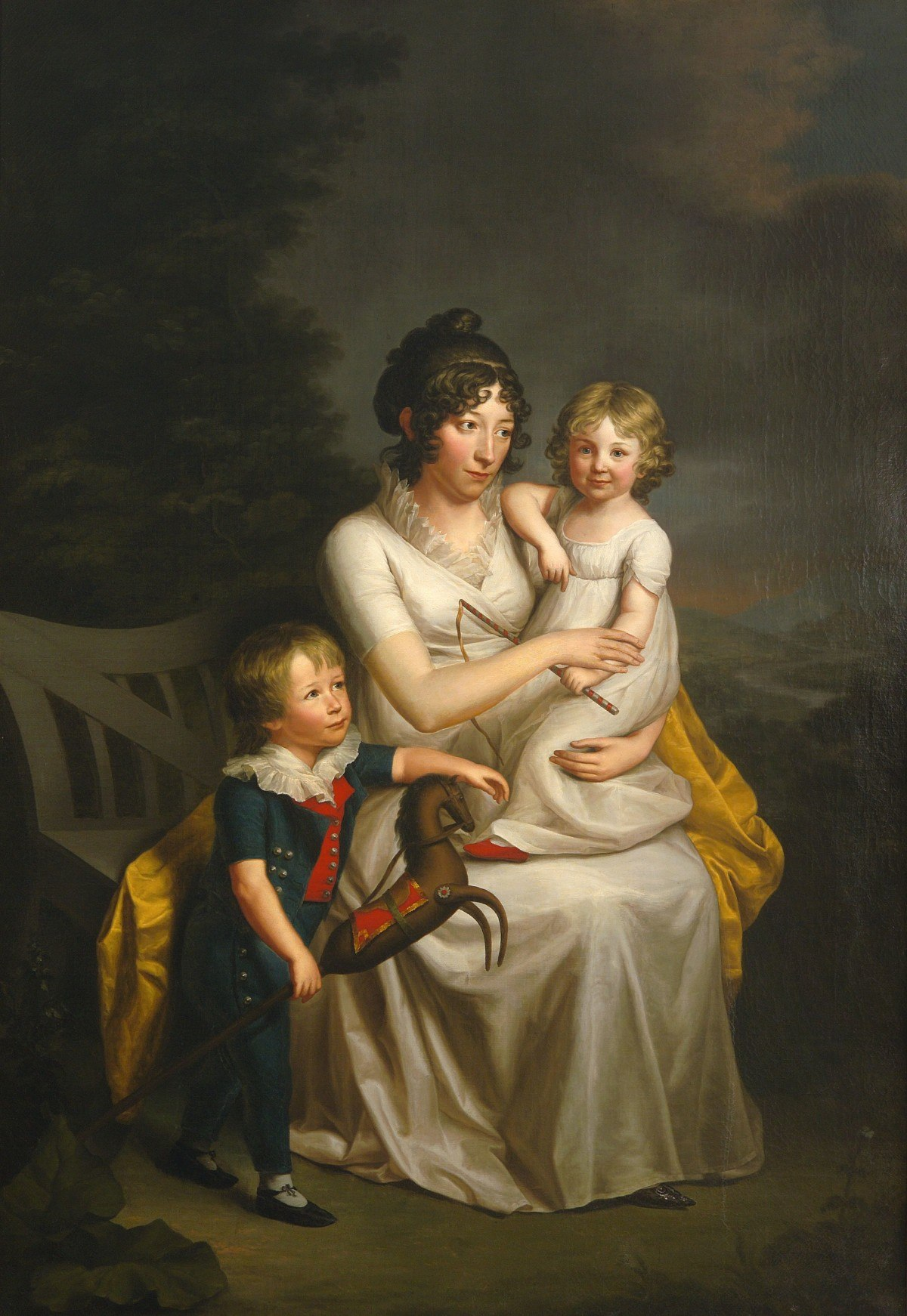
Friedrich Carl Gröger: Ehefrau Henriette von Heinze mit den Kindern (1803)

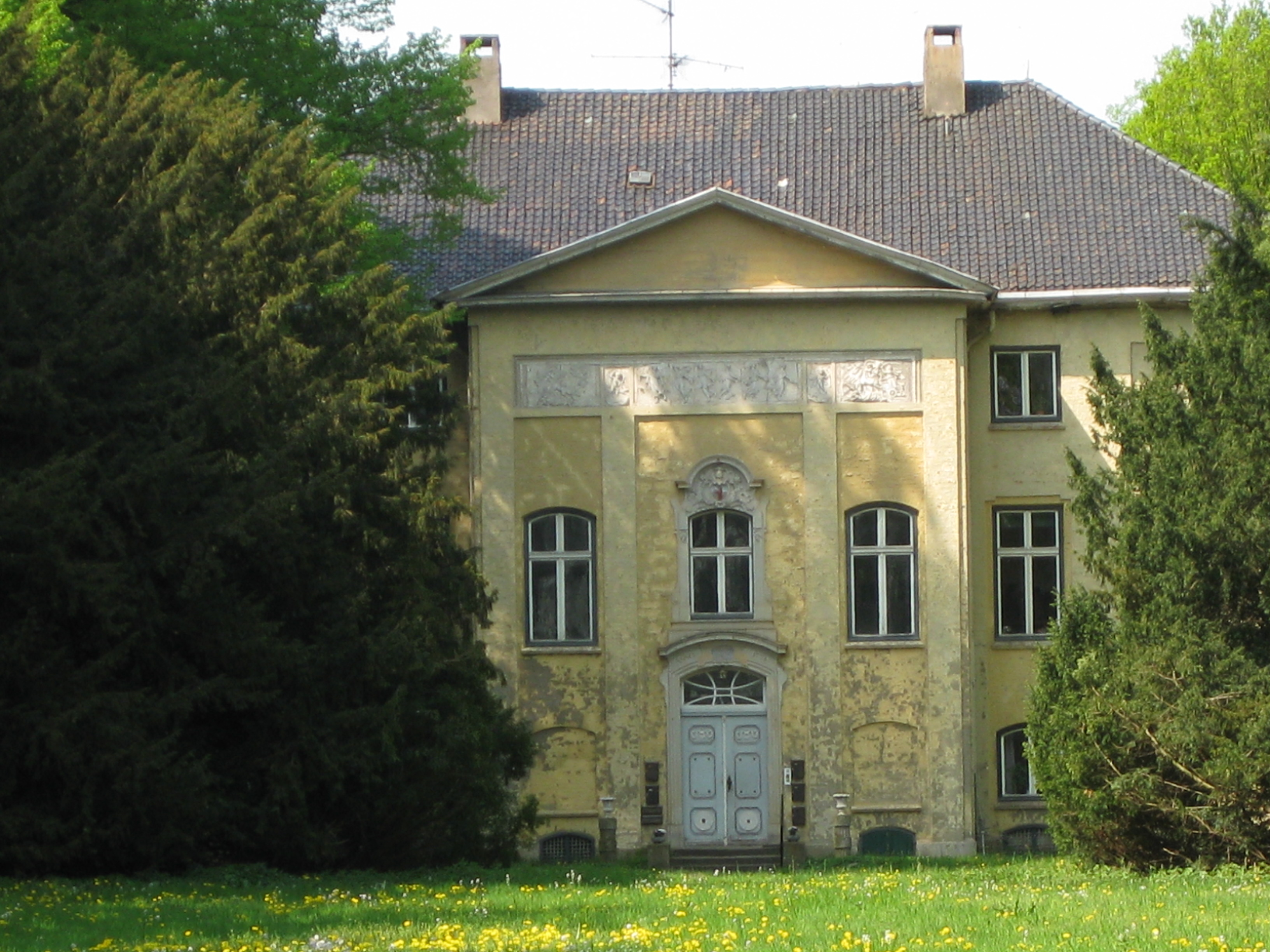
Herrenhaus in Niendorf

Heinze war der Sohn des Rektors Johann Michael und Bruder von Valentin August Heinze, einem Professor der Philosophie in Kiel. Heinze erwarb 1790 den Doktor der Medizin in Jena und war ab 1791 Privatdozent der Geburtshilfe in Kiel. 1795 heiratete er Henriette von Blome auf Hagen (1775–1845). Das Paar lebte zunächst auf ihrem Gut Schwartenbeck bei Kiel, wo Heinze nebenberuflich eine kleine Arztpraxis betrieb. Dort verlor das Paar noch 1801 ein Kind durch die Pocken.  1802 befragte Heinze im Auftrag der Universität Kiel u. a. den Lehrer Peter Plett zu dessen Impfungen mit der Kuhpockenlymphe aus dem Jahre 1791. Sein Bericht wurde umgehend von der Universität und von ihm selbst veröffentlicht. Dadurch angeregt impfte Heinze im Frühjahr 1802 zusammen mit Pastor Johann Georg Schmidt in der Probstei kostenlos fast 1000 Kinder mit der Kuhpockenlymphe.
1802 erwarb Heinze Gut Niendorf mit einem heute noch bestehenden klassizistischen Herrenhaus von Johann Adam Soherr aus den Jahren 1761/63 und Umbauten aus dem Jahr 1771 im heutigen Lübecker Stadtteil Moisling. 1805 wurde er geadelt, erhielt in Lübeck das Bürgerrecht und wurde das letzte Mitglied der Zirkelgesellschaft. Nach der Wiederbesetzung Lübecks durch französische Truppen am 3. Juli 1813 musste er am 7. Juli auf Befehl Louis-Nicolas Davouts das Amt des provisorischen Maires übernehmen, da der bisherige Amtsinhaber, Anton Diedrich Gütschow, sich nicht mehr in der Stadt befand. In seine Amtszeit fällt die Hinrichtung des einfachen Knochenhauers Jürgen Paul Prahl durch die Franzosen wegen „Anstiftung zum Aufruhr“. Ein Gnadengesuch Heinzes an den französischen Militärgouverneur hatte keinen Erfolg.
Am 12. Oktober 1813 wurde Heinze verhaftet und zusammen mit einer Anzahl Angehöriger des Munizipalrats und weiterer Bürger als Geisel nach Hamburg verschleppt, wo man ihn bis zum 30. Mai 1814 festhielt. Die Amtsgeschäfte führte in dieser Zeit sein zweiter Stellvertreter Friedrich Wilhelm Grabau, der ihn so weit wie möglich schriftlich über die Vorgänge in Lübeck informierte.
Bei Heinzes Rückkehr nach Lübeck bestand die Verwaltung nach französischem Muster nicht mehr, so dass er das Amt des Stadtoberhauptes nicht erneut antreten musste.
Heinze zog sich in die Probstei auf Schloss Hagen zurück. 1814–1815 begleitete er als königlich-dänischer Etatsrat den dänischen König zum Wiener Kongress. Sulpiz Boisserée notiert einen Besuch Heinzes am 14. Juli 1815 auf der Rückreise von Wien im Heidelberger Palais Boisserée zur Besichtigung der Sammlung der Brüder Boisserée.
Sein adliges Gut Niendorf blieb bis zum Verkauf an die Hansestadt Lübeck 1907 im Besitz der Familie, seit 1844 unter Josias von Heinze als Fideikommiss Weißenrode. Heinze selbst wurde im weitläufigen Park des Gutes begraben. Die Gruft Christinental wird heute nur noch durch einen Grabhügel markiert, der 1865 vom übrigen Park des Herrenhauses durch die Bahnstrecke Lübeck–Hamburg der Lübeck-Büchener Eisenbahn getrennt wurde.
Eines der Hauptwerke des mittelalterlichen Bildhauers Johannes Junge ist die um 1420 datierte sogenannte Niendorfer Madonna im St.-Annen-Kloster Lübeck, benannt nach Heinzes Gut Niendorf, wo sie in den 1920ern in einer Scheune lagernd wieder aufgefunden wurde. Sie soll dort mit drei weiteren Skulpturen seit Anfang des 19. Jahrhunderts gelegen haben. Es wird vermutet, dass sie ursprünglich zur Ausstattung der Petrikirche gehört haben könnten.

## Schriften
- Geschichte einer Blattern-Impfung mit Kuhblattern-Lymphe in der Probstei und einigen angrenzenden adlichen Gütern im Herzogthum Holstein, Perthes, Hamburg 1802, Digitalisat

## Belege
1. ↑  Sulpiz Boisserée: Tagebücher I: 1808–1823, Eduard Roether, Darmstadt 1978, S. 217/218
2. ↑  Hildegard Vogler: Madonnen in Lübeck. Lübeck 1993, Nr. 40, S. 82.

| Personendaten    | Personendaten                            |
| ---------------- | ---------------------------------------- |
| NAME             | Heinze, Friedrich Adolf von              |
| ALTERNATIVNAMEN  | Heintze, Friedrich Adolph von            |
| KURZBESCHREIBUNG | deutscher Mediziner und Maire von Lübeck |
| GEBURTSDATUM     | 28. Mai 1768                             |
| GEBURTSORT       | Lüneburg                                 |
| STERBEDATUM      | 19. Mai 1832                             |
| STERBEORT        | Gut Niendorf                             |